# PZL.43
PZL.43 (bułg. Чайка – Mewa) – polski samolot rozpoznawczo-bombowy, wersja eksportowa samolotu PZL.23 Karaś. Zaprojektowany i zbudowany w 1936 roku w Państwowych Zakładach Lotniczych.

## Historia
W 1936 roku, w związku z chęcią zakupienia przez Bułgarię samolotów PZL.23 Karaś, lecz z mocniejszym, zakupionym przez nią we Francji silnikiem gwiazdowym Gnome-Rhône 14 Kfs, inż. Henryk Malinowski opracował zmodyfikowaną wersję samolotu PZL.23 Karaś z tym silnikiem. Zmodyfikowany samolot otrzymał oznaczenie PZL.43.
Większa masa silnika zastosowanego w samolocie zmusiła konstruktora do zwiększenia długości kadłuba w części środkowej z kabiną. Nowy samolot otrzymał ponadto zmodyfikowaną kabinę załogi, bardziej przeszkloną, o przekroju owalnym zamiast trapezowego. Samolot ten otrzymał nowe trójłopatowe śmigło metalowe GR nastawne na ziemi. Wzmocniono również jego uzbrojenie, wprowadzając drugi karabin maszynowy dla pilota.
Samolot ten zakupiła 9 kwietnia 1936 r. Bułgaria w ilości 12 sztuk. Zostały one dostarczone do Bułgarii w kwietniu i maju 1937 roku. Samoloty te zyskały sobie dobrą opinię wśród bułgarskich pilotów. Następnie 31 marca 1938 r. rząd Bułgarii zakupił 42 samoloty, z tym, że miały to być samoloty z mocniejszym silnikiem  Gnome-Rhône 14N01. Samoloty te otrzymały oznaczenie PZL.43B. Maszyny miały być dostarczone do Bułgarii do początków sierpnia 1939 roku. Nastąpiło jednak opóźnienie dostawy i do końca sierpnia 1939 roku wysłano do Bułgarii 36 samolotów, natomiast ostatnie 6 sztuk było niemal przygotowane do wysyłki, lecz wybuch wojny spowodował, że nie zostały wysłane.
W 1940 roku Bułgaria otrzymała jeszcze jeden egzemplarz tego samolotu od Niemców. Był to samolot, który Niemcy zdobyli w Warszawie, a następnie w październiku 1939 roku wywieźli do Instytutu Technicznego Luftwaffe w Rechlinie, a po jego zbadaniu i wyremontowaniu w wytwórni PZL w Mielcu, przekazali do Bułgarii.
Samoloty te były wykorzystywane przez lotnictwo bułgarskie przez cały okres II wojny światowej, m.in. do zwalczania partyzantów.
W lotnictwie bułgarskim samoloty PZL.43 pozostawały do początków 1945 r. Ostatnie egzemplarze skasowano i złomowano latem 1946.

## Użycie samolotu w lotnictwie polskim
1 września 1939 roku przygotowane już do wysyłki do Bułgarii 6 samolotów  PZL.43A zostało wypakowanych i zmontowanych. Część samolotów po zmontowaniu odesłano na lotnisko polowe na Bielany, gdzie w dniu 4 września 1939 roku przejęli je piloci 41 eskadry rozpoznawczej Armii „Modlin”. Samoloty te wykonywały loty rozpoznawcze i bojowe, atakując kolumny wojsk niemieckich w rejonie działania armii. Wszystkie zostały jednak zniszczone przez Niemców. Ostatni z nich rozbił się w dniu 12 września 1939 roku w trakcie lądowania na lotnisku w Brześciu nad Bugiem, samolot był już uszkodzony po ostrzelaniu go przez samolot Messerschmitt Bf 109E.
Dwa samoloty PZL.43A, jeszcze nie w pełni zmontowane, zostały zniszczone w dniu 4 września 1939 roku na terenie zakładów PZL.